# Rosine Cadoret
Pour les articles homonymes, voir Cadoret.
 (août 2025).
Si vous disposez d'ouvrages ou d'articles de référence ou si vous connaissez des sites web de qualité traitant du thème abordé ici, merci de compléter l'article en donnant les références utiles à sa vérifiabilité et en les liant à la section « Notes et références ».
Rosine Cadoret est une actrice française.

## Biographie
D'origine bretonne lointaine, née pendant le baby-boom à Boulogne-Billancourt, metteur en scène dès l'âge de 4 ans... puis comédienne très tôt, formation chez René Simon le temps du bac, puis au Centre de la Rue Blanche et à Censier à l'Institut des Etudes Théâtrales, Rosine Cadoret a beaucoup joué au théâtre.
Puis la chance télévisuelle arrive sous forme d'émissions à présenter sur TF1 (3 chaînes à l'époque) d'où une notoriété qui explose en peu de temps et lui permet d'accéder à quelques jolis tournages (ciné, téléfilms, séries…).
Munie d'un nom "qui avait pris un peu d'ampleur", elle retourne au théâtre sans pour autant délaisser les tournages et découvre les studios d'enregistrement et l'univers de la voix (documentaires, pubs, etc.). Elle poursuit sa carrière.

## Filmographie

### Cinéma
- 1977 : Les Passagers de Serge Leroy
- 1978 : L'Hôtel de la plage de Michel Lang
- 1979 : Le Divorcement de Pierre Barouh
- 1980 : Alors... Heureux ? de Claude Barrois
- 1986 : La Gitane de Philippe de Broca
- 1986 : Conseil de famille de Costa-Gavras
- 1989 : Sauf votre respect (Try This One for Size) de Guy Hamilton
- 1999 : Ma petite entreprise de Pierre Jolivet
- 2004 : Cause toujours ! de Jeanne Labrune
- 2009 : Les Herbes folles d'Alain Resnais
- 2010 : Toutes les filles pleurent de Judith Godrèche
- 2014 : Les Trois Frères : Le Retour de Didier Bourdon et Bernard Campan

### Télévision
- 1978 : Au théâtre ce soir : Les Coucous de Guy Grosso et Michel Modo
- 1979 : Médecins de nuit de Pierre Lary, épisode : Les Margiis (série télévisée)
- 1980 : Nous ne l'avons pas assez aimée de Patrick Antoine
- 1984 : Rue Carnot (série télévisée, 200 épisodes) : Hélène (rôle principal)
- 1989 : Les Dossiers secrets de l'inspecteur Lavardin - téléfilm : Maux croisés de Claude Chabrol : Louise Lemarchand
- 1989 : Douce France (série télévisée)
- 1992-1993 : Port Cook (série coprod. française, australienne et néo-zélandaise) : Marianne Dubois (rôle principal) - Tournage en anglais, post-synchro en français
- 1995 : Les Grandes Personnes de Daniel Moosmann
- 2003 : Julie Lescaut, épisode 4 saison 12, Pirates de Pascale Dallet : Corinne Nollet
- 2015 : Plus belle la vie (série télévisée) : Mme Beaumont
- 2016 : Section de recherches (saison 10, épisode Jusqu'au dernier) : Mme Sorbier

### Emissions de télé
- Présentation des Beaux Joueurs avec Pierre Douglas, tous les soirs à 19h45 sur TF1
- TF1 toujours, Les Inconnus de 19h45, présentation seule, en alternance avec Patrick Sabatier
- Différentes émissions à l'étranger, et en France : Les Jeux de 20 heures, la Fortune du Pot sur France Inter (radio)…

## Doublage
- Alcmène dans Hercule
- Fa-Li, mère de Mulan dans Mulan 1 & 2 (Walt Disney)
- 1 an de doublage rôle principal sur Des jours et des vies (Days of our lives)

## Théâtre
- 2007 : Torch Song Trilogy de Harvey Fierstein, mise en scène de Christian Bordeleau
- 2002 : L'Homme en question de Félicien Marceau, mise en scène de Jean-Luc Tardieu, au Théâtre de la Porte-Saint-Martin et en tournée - Enregistrement pour la télévision
- L'Alchimiste de Ben Jonson, mise en scène de Jean-Michel Ribes
- Barberine de Musset : rôle-titre - Festivals d'été, reprise théâtre Montansier à Versailles
- La chevauchée burlesque des saigneurs de La Villette, avec Pierre et Marc Jolivet, mise en scène collective - Théâtre Présent la Villette
- Les voraces ou tragédie à l'Élysée de Bernard Kouchner - Théâtre de la Villette
- Do you speak martien ?, comédie musicale de Pierre et Marc Jolivet - Théâtre de la Villette
- Dracula Travel de Guy Foissy - Théâtre de la Villette
- Une fille bien gardée et Mon Isménie d'Eugène Labiche, mise en scène de Mario Franceschi - Théâtre de la Villette
- Concierges de l'espace de Marc Jolivet, Café d'Edgar
- What a pair foot, mise en scène de Mario Franceschi - festival de Café - Théâtre - Cour des Miracles, Paris
- Le troisième témoin, mise en scène de Dominique Nohain - Théâtre Tristan Bernard
- Combien de Georges Berreby, mise en scène de Jean Négroni
- Les coucous de Grosso et Modo, mise en scène de Michel Roux
- Mangeuses d'hommes de et mise en scène de Daniel Colas
- Vive les femmes de Reiser, mise en scène de Claude Confortès - Théâtre Fontaine[1], tournée et tournage film
- Marco Polo de E. O’Neil, mise en scène de Jean-Luc Tardieu
- Folle Amanda de Barillet et Grédy, mise en scène de Raymond Acquaviva
- 2002 : L'Homme en question de Félicien Marceau, mise en scène de Jean-Luc Tardieu, au Théâtre de la Porte-Saint-Martin et en tournée - Enregistrement pour la télévision
- 2007 : Torch Song Trilogy de Harvey Fierstein, mise en scène de Christian Bordeleau